# Ninja (стример)
Ричард Тайлер Блевинс (род. 5 июня 1991), более известный как Ninja — профессиональный американский стример, ютубер и киберспортсмен. Постепенно приобрёл известность, когда впервые начал играть в Fortnite Battle Royale в 2017 году. . По состоянию на декабрь 2024 года у Ninja более 19 миллионов подписчиков на Twitch.

## Биография
Родился 5 июня 1991 года в  Лос-Анджелесе, Калифорния, в семье американцев валлийского происхождения. Несмотря на то, что он родился в районе Детройта, его семья переехала в пригороды Чикаго, когда он был младенцем. У Тайлера есть два младших брата: Джонатан и Дрю Блевинс.
Учился в средней школе Grayslayke Central и с юношества увлекался футболом. По окончании учёбы решил участвовать в киберспортивных турнирах и заниматься стримингом профессионально.
С 2017 года женат на девушке Джессика Гох (англ. Jessica Goch. Их свадьба прошла в скромной обстановке. Ранее она работала его бизнес-менеджером, и эта роль осталась за ней и по сей день.

## Карьера
Ninja начал карьеру стримера в 2009 году, участвуя в профессиональных соревнованиях по Halo 3. Он играл за команды Cloud9, Renegades и Team Liquid, принимая участие в турнирах и постепенно зарабатывая как талантливый игрок.
В 2017 году Ninja начал играть в Fortnite Battle Royale, что стало переломным моментом в его карьере. Его харизматичная личность и выдающиеся навыки привлекли огромную аудиторию на Twitch. В марте 2018 года он играл с такими знаменитостями, как Drake, Трэвис Скотт и Джуджу Смит-Шустер, установив рекорд на Twitch по количеству зрителей.

## Основные достижения в карьере
В 2018 году Блевинс стал первым стримером на Twitch, набравшим более 10 миллионов подписчиков.
В 2019 году он подписал эксклюзивный контракт с платформой Mixer, принадлежащей Microsoft, которая позже закрылась. После закрытия Mixer он снова вернулся на Twitch,
9 сентября 2022 года Ninja объявил через свой аккаунт в Twitter, что намерен стримить на всех доступных стриминговых платформах.

## Благотворительность
В 2018 году Ninja оказал финансовую помощь в размере $350,000 детской исследовательской больнице St. Jude и $110,000 долларов Американскому фонду предотвращения суицидов.
После победы на турнире Fortnite Pro-Am в том же году он отдал 1 миллион на благотворительность и помог собрать $340,000 для #Clips4Kid.
В 2019 году он поддержал Wounded Warriors Project на сумму 10,000 долларов и пожертвовал 15,000 долларов для компании Team Tree от MrBeast.
В 2020 году, во время пандемии COVID-19, Тайлер с его женой отдали 150,000 долларов на помощь организации Feeding America.

## Здоровье
26 марта 2024 года Ninja сообщил, что у него была диагностирована меланома (форма рака кожи). Неделю спустя Ninja объявил, что он выздоровел после биопсии.